# Oberweißenbach (Helmbrechts)
Oberweißenbach ist ein Gemeindeteil der Stadt Helmbrechts im Landkreis Hof (Oberfranken, Bayern). Der Ort liegt in der Gemarkung Oberweißenbach.

## Geografie
Das Dorf hat mehrere landwirtschaftliche Anwesen sowie Fertigungsbetriebe für Treppen- und Werkzeugbau und eine Kfz-Reparaturwerkstatt. Im Flurgebiet Wagnersbühl am westlichen Dorfrand befindet sich ein großes Sportgelände mit einem angeschlossenen Vereinsheim. Die Staatsstraße 2195 durchquert das Dorf und führt nach Ort (1,4 km westlich) bzw. nach Helmbrechts (2 km östlich). Die Kreisstraße HO 34 führt nach Taubaldsmühle (1,5 km nordwestlich). Eine Gemeindeverbindungsstraße führt nach Unterweißenbach zur Kreisstraße HO 23 (1 km südöstlich).

## Geschichte
Der Nürnberger Burggraf Friedrich V. hatte Oberweißenbach im Jahr 1386 käuflich vom Rittergeschlecht der von Schauenstein erworben, wodurch das Dorf in den Besitz der Hohenzollern gelangte.
Zur Realgemeinde Oberweißenbach gehörten Bärenbrunn und Stechera (zum Teil). Gegen Ende des 18. Jahrhunderts bestand Oberweißenbach aus 22 Anwesen (7 Halbhöfe, 7 Viertelhöfe, 4 Dreiachtelhöfe, 1 Achtelhof, 1 Viertelhöflein, 2 Häuslein). Die Hochgerichtsbarkeit sowie die Dorf- und Gemeindeherrschaft stand dem bayreuthischen Stadtvogteiamt Helmbrechts zu. Das Kastenamt Helmbrechts war Grundherr sämtlicher Anwesen.
Von 1797 bis 1810 unterstand Oberweißenbach dem Justiz- und Kammeramt Münchberg. Nachdem im Jahr 1810 das Königreich Bayern das Fürstentum Bayreuth käuflich erworben hatte, wurde der Ort bayerisch. Infolge des Ersten Gemeindeedikts wurde Oberweißenbach dem 1812 gebildeten Steuerdistrikt Unterweißenbach zugewiesen. Zugleich entstand die Ruralgemeinde Oberweißenbach, zu der Taubaldsmühle gehörte. Sie war in Verwaltung und Gerichtsbarkeit dem Landgericht Münchberg zugeordnet und in der Finanzverwaltung dem Rentamt Münchberg (1919 in Finanzamt Münchberg umbenannt). 1820 wurden die Gemeinden Oberweißenbach und Unterweißenbach vereinigt. Zu dieser gehörten die Orte Bärenbrunn, Hampelhof, Kriegsreuth, Lehsten, Ochsenbrunn, Ort, Rappetenreuth, Stechera, Suttenbach und Taubaldsmühle. Die Gemeinde hieß zunächst noch Unterweißenbach, wurde aber vor 1840 nach Oberweißenbach umbenannt. Etwas später wurde Bühl auf dem Gemeindegebiet gegründet. Ab 1862 gehörte Oberweißenbach zum Bezirksamt Münchberg (1939 in Landkreis Münchberg umbenannt). Die Gerichtsbarkeit blieb beim Landgericht Münchberg (1879 in Amtsgericht Münchberg umgewandelt). Die Gemeinde Oberweißenbach hatte 1964 eine Gebietsfläche von 11,372 km². Im Zuge der Gebietsreform in Bayern wurde die Gemeinde Oberweißenbach am 1. Juli 1972 nach Helmbrechts eingemeindet.

### Baudenkmäler
- Alte Schmiede 7: Wohnhaus[12]

ehemalige Baudenkmäler
- Haus Nr. 6: Zweigeschossiger Wohnstallbau mit Satteldach, wohl noch 18. Jahrhundert, Erdgeschoss massiv, Obergeschoss Fachwerk. Stallteil gänzlich massiv ausgebaut.[13]
- Haus Nr. 15: Wohnstallhaus mit Frackdach, wohl noch 18. Jahrhundert, mit Stroh gedeckt, Erdgeschoss massiv, Obergeschoss Fachwerk. Zugehörig eingeschossige Scheune, deren Satteldach ebenfalls mit Stroh gedeckt ist.[13]
- Haus Nr. 22: Stattlicher Vierseithof. Zweigeschossiges, verputztes Wohngebäude mit Satteldach und drei zu fünf Obergeschossfenstern. Der Sturz der Stubentür aus Haustein bezeichnet „1832“, der Scheitelstein bezeichnet „JKW“ (=Johann Konrad Wolfrum).[13]

### Einwohnerentwicklung
Gemeinde Oberweißenbach
| Jahr      | 1812  | 1840   | 1852   | 1855   | 1861   | 1867   | 1871   | 1875   | 1880   | 1885   | 1890   | 1895   | 1900   | 1905   | 1910   | 1919   | 1925   | 1933   | 1939   | 1946   | 1950   | 1952   | 1961  | 1970   |
| Einwohner | 204   | 1247   | 1334   | 1417   | 1493   | 1504   | 1565   | 1586   | 1667   | 1658   | 1575   | 1498   | 1419   | 1449   | 1324   | 1220   | 1213   | 1152   | 1010   | 1262   | 1257   | 1202   | 1166  | 1151   |
| Häuser    | 41    |        |        |        |        |        | 166    |        |        | 189    | 188    |        | 194    |        |        |        | 208    |        |        |        | 207    |        | 240   |        |
| Quelle    | [ 7 ] | [ 15 ] | [ 15 ] | [ 15 ] | [ 16 ] | [ 17 ] | [ 18 ] | [ 19 ] | [ 20 ] | [ 21 ] | [ 22 ] | [ 15 ] | [ 23 ] | [ 15 ] | [ 24 ] | [ 15 ] | [ 25 ] | [ 15 ] | [ 15 ] | [ 15 ] | [ 26 ] | [ 15 ] | [ 8 ] | [ 27 ] |

Ort Oberweißenbach
| Jahr      | 001812 | 001819 | 001861 | 001871 | 001885 | 001900 | 001925 | 001950 | 001961 | 001970 | 001987 |
| Einwohner | *180   | †267   | 366    | 382    | 381    | 326    | 253    | 303    | 241    | 254    | 206    |
| Häuser    | *29    |        |        |        | 40     | 42     | 44     | 45     | 49     |        | 65     |
| Quelle    | [ 7 ]  | [ 28 ] | [ 16 ] | [ 18 ] | [ 21 ] | [ 23 ] | [ 25 ] | [ 26 ] | [ 8 ]  | [ 29 ] | [ 1 ]  |

## Religion
Oberweißenbach ist seit der Reformation evangelisch-lutherisch geprägt und ist bis heute nach St. Johannes der Täufer (Helmbrechts) gepfarrt.